# Aurora (Missouri)
Aurora é uma cidade localizada no estado americano de Missouri, no Condado de Lawrence.

## Demografia
Segundo o censo americano de 2000, a sua população era de 7014 habitantes. 
Em 2006, foi estimada uma população de 7377, um aumento de 363 (5.2%).

## Geografia
De acordo com o United States Census Bureau tem uma área de 
14,2 km², dos quais 14,2 km² cobertos por terra e 0,0 km² cobertos por água. Aurora localiza-se a aproximadamente 380 m acima do nível do mar.

## Localidades na vizinhança
O diagrama seguinte representa as localidades num raio de 20 km ao redor de Aurora. 